# Limacoccus kosztarabi
Limacoccus kosztarabi är en insektsart som beskrevs av Imré Foldi 1988. Limacoccus kosztarabi ingår i släktet Limacoccus och familjen Beesoniidae.
Artens utbredningsområde är Venezuela. Inga underarter finns listade i Catalogue of Life.